# スタニスラフ・メッシング
スタニスラフ・アダモヴィチ・メッシング（ロシア語: Станислав Адамович Мессинг, 1889年 - 1937年9月2日）は、ソビエト連邦の職業的諜報員、チェキスト。

## 経歴
ワルシャワ出身。楽長の息子。1908年、ポーランド王国・リトアニア社会民主党に入党。ワルシャワでは、フェリックス・ジェルジンスキーやヨシフ・ウンシュリフトと知り合い、後に彼らの庇護を得ることになる。1913年、軍に召集され、第一次世界大戦中は後方で勤務した。
1917年10月からソコリニチェスキー執行委員会書記兼ソコリニチェスキー地区チェーカー議長。1918年12月からモスクワ・チェーカー参事会参事兼秘密政治課主任となり、モスクワで赤色テロを組織した。1920年6月からモスクワ・チェーカー副議長。1920年7月からヴェーチェーカー参事会参事、1921年1月からモスクワ・チェーカー議長。
1921年11月、ペトログラード・チェーカー（1922年からGPU、1924年からOGPU）議長に任命された。この人事に関して、グリゴリー・ジノヴィエフはワシーリー・マンツェフを要請していたが、ジェルジンスキーがメッシングを推薦した。後にメッシングはジノヴィエフと敵対し、彼を更迭しようと試みたが成功しなかった。1922年10月からGPUペトログラード管区部隊司令官を兼任し、白軍エージェントの摘発・無力化に関する一連の作戦を行い、エスエル、アナーキスト、メンシェヴィキ等、政敵の逮捕を続けた。
党ではメッシングについて、「政情を把握でき、自己を抑制でき、特別な長所も短所もなく、行政官としては良好だが、組織者としては弱く、自分のミスを認めることができない」と評された。
1926年9月24日、メッシングは、書斎で18歳の青年A.トルブにより襲撃されたが、机の陰に隠れて助かった。トルブは間もなく銃殺された。1929年9月からOGPU副長官となり、ヴャチェスラフ・メンジンスキーの側近として、外国課の業務を監督した。また、ゲンリフ・ヤーゴダとは対立していた。1930年～1934年、中央監督委員会委員。
1931年8月、OGPUから外され、ソ連対外貿易人民委員部参事会参事に任命。1934年～1937年、ソビエト・モンゴル・トゥヴァ貿易院院長。当時、ヤーゴダの後任となっていたニコライ・エジョフが進める大粛清の対象にされたメッシングは1937年6月2日に逮捕される。1937年9月2日、死刑を言い渡され、銃殺された。
1957年、名誉回復された。